# 캠프 캐슬
캠프 캐슬(Camp Castle)은 대한민국 경기도 동두천시 동두천동에 있었던 약 59,496평(48.6 에이커) 면적의 주한 미국 육군 군영으로, 캠프 케이시의 USAG 케이시 엔클레이브에서 관리하였다.
2005년 제2공병대대가 해산하였다. 마지막까지 제2보병사단, 9보병연대, 2대대가 2013년까지 주둔하다가 캠프 험프리스로 이전하고, 부지는 동두천시청으로 되돌려지면서 모든 시설이 철거되었다. 이후, 동양대학교에서 토지를 사들여 북서울캠퍼스를 지었고, 학교는 2016년에 개교하였다.

## 같이 보기
- 주한 미군의 시설 목록
- 캠프 레드 클라우드
- 캠프 케이시
  - 캠프 호비